# Втрати 123-ї окремої мотострілецької бригади (РФ)
У статті наведено подробиці поіменних втрат 123-ї мотострілецької бригади (раніше 2-га окрема мотострілецька бригада),  збройного формування 2-го армійського корпусу окупаційних військ РФ на Донбасі.

## Війна на Донбасі
| п/п | Прізвище, ім'я, по-батькові              | Звання/посада                                                                | Місце смерті                                   | Дата народження | Дата смерті |
| --- | ---------------------------------------- | ---------------------------------------------------------------------------- | ---------------------------------------------- | --------------- | ----------- |
| 1.  | Пархоменко Олег Олександрович            | 1 МСБ 2 МСР 3 взвод, заступник командира взводу-командир відділення, сержант | с. Сміле (Алчевський район), Луганська область | 25.10.1981      | 06.11.2014  |
| 2.  | Кондратенко Дмитро Вікторович            |                                                                              | с. Кримське (Сєвєродонецький район)            | 09.04.1975      | 16.11.2014  |
| 3.  | Наумов Дмитро Вітальович                 | тактична група "Хіміка"                                                      | Сміле (Алчевський район)                       | 13.03.1975      | 08.12.2014  |
| 4.  | Дубовик Віталій Іванович                 |                                                                              |                                                | 21.05.1985      | 27.01.2015  |
| 5.  | Книр Олександр Іванович                  |                                                                              |                                                | 13.03.1978      | 27.01.2015  |
| 6.  | Андрєєв Віктор Олександрович             | розвідувальний взвод, 1 МСБ                                                  | Троїцьке                                       | 31.08.1976      | 01.02.2015  |
| 7.  | Григоренко Микола Сергійович             | розвідник-радіотелефоніст                                                    | Троїцьке                                       | 23.01.1984      | 01.02.2015  |
| 8.  | Ісаєвський Антон Іванович ("Атом")       |                                                                              | Калинове                                       | 17.02.1989      | 01.02.2015  |
| 9.  | Ісаєвський Євген Іванович                | капітан, командир роти                                                       | Троїцьке                                       | 14.08.1984      | 01.02.2015  |
| 10. | Колодко Ігор Олексійович                 |                                                                              | Калинове                                       | 15.01.1963      | 01.02.2015  |
| 11. | Лигута Олександр Михайлович              | начальник розвідки                                                           | Чорнухине                                      | 06.03.1968      | 01.02.2015  |
| 12. | Мерзлий Олександр Олександрович          | командир саперного відділення                                                | Чорнухине                                      | 05.12.1981      | 01.02.2015  |
| 13. | Напрєєв Сергій Сергійович ("Напрей")     |                                                                              | Троїцьке                                       | 16.08.1985      | 01.02.2015  |
| 14. | Погорелов Александр Иванович ("Кулібін") | ОРБ 2 рота                                                                   | Чорнухине                                      | 05.08.1970      | 01.02.2015  |
| 15. | Рябченко Олег Васильович                 | розвідник-навідник                                                           | Троїцьке                                       | 15.11.1970      | 01.02.2015  |
| 16. | Садиков Бахромжон Ошурович               |                                                                              | Троїцьке                                       | 30.06.1974      | 01.02.2015  |
| 17. | Косарєв Роман Алімович ("Єврей")         |                                                                              | Чорнухине                                      | 09.08.1974      | 02.02.2015  |
| 18. | Безкоровайний В'ячеслав Олександрович    |                                                                              |                                                | 30.09.1972      | 02.02.2015  |
| 19. | Абзалов Рафік Хамідович                  |                                                                              | Дебальцеве                                     | 10.05.1975      | 14.02.2015  |
| 20. | Ковальов Олександр Олександрович         |                                                                              | Дебальцеве                                     | 18.10.1974      | 14.02.2015  |
| 21. | Гончаров Петро Іванович ("Шатун")        | Командир артдивізіону                                                        | Дебальцеве                                     | 11.06.1976      | 15.02.2015  |
| 22. | Редін Сергій Юрійович                    |                                                                              | Дебальцеве                                     | 08.03.1966      | 17.02.2015  |

## Вторгнення РФ в Україну (2022)
| п/п | Прізвище, ім'я, по батькові    | Звання/посада                                         | Місце смерті        | Дата народження | Дата смерті   |
| --- | ------------------------------ | ----------------------------------------------------- | ------------------- | --------------- | ------------- |
| 1.  | Шепель Олександр Сергійович    | майор, командир батальйону                            |                     | 15.01.1987      | 06.03.2022    |
| 2.  | Кудрін Денис Іванович          | підполковник, командир 3-го батальйону                |                     | 25.12.1982      | 07.03.2022    |
| 3.  | Вакуленко Олександр Сергійович | лейтенант, замкомандира 1-го батальйону               |                     | 15.03.1984      | 09.03.2022    |
| 4.  | Дяконов Маріан Михайлович      | рядовий, стрілець-помічник гранатометника, кулеметник | Донецька область    | 01.07.1999      | 25.04.2022    |
| 5.  | Федотов Вадим Володимирович    | заступник командира з тилової частини 202 полку       | поблизу м. Балаклія | 1977            | до 08.09.2022 |
| 6.  | Виборнов Володимир Миколайович | сержант                                               | Білогорівка         | 07.05.1976      | 26.02.2023    |
| 7.  | Веретников Юрій Олександрович  | лейтенант                                             |                     | 28.09.1994      | 02.04.2023    |
| 8.  | Іванов Йосип Васильович        |                                                       | Берестове           | 18.09.1987      | 07.05.2023    |
| 9.  | Маяков Роман Олексійович       |                                                       |                     | 17.06.1981      | 30.05.2023    |
| 10. | Іванов Денис Євгенович         | полковник, командир бригади                           |                     | 27.07.1981      | 18.07.2023    |
| 11. | Тройнін Ілля Ігорович          |                                                       | Берестове           | 08.11.1993      | 09.12.2023    |
| 12. | Машкін Василь Петрович         | майор                                                 |                     | 09.08.1960      | 24.12.2023    |